# Pitcairnia neeana
Pitcairnia neeana là một loài thực vật có hoa trong họ Bromeliaceae. Loài này được (L.B.Sm. ex H.Luther) J.R.Grant mô tả khoa học đầu tiên năm 2004.